# Пйотр Хачек
Пйотр Хачек (пол. Piotr Haczek; нар. 26 січня 1977) — польський легкоатлет, який спеціалізувався в бігу на короткі дистанції.

## Спортивні досягнення
Фіналіст (6-е місце) з естафетного бігу 4×400 метрів на двох Олімпіадах (1996, 2000). Учасник змагань з бігу на 400 метрів на Олімпіаді-2000 (зупинився на півфінальній стадії).
Чемпіон світу з естафетного бігу 4×400 метрів (1999). Двічі бронзовий призер з естафетного бігу 4×400 метрів на чемпіонатах світу (1997, 2001).
Чемпіон світу в приміщенні (2001) та срібний призер чемпіонату світу в приміщенні (1999) з естафетного бігу 4×400 метрів.
Фіналіст з бігу на 400 метрів (5-е місце) та з естафетного бігу 4×400 метрів (6-е місце) на чемпіонаті світу серед юніорів (1996).
Срібний призер з естафетного бігу 4×400 метрів (виступав у попередньому забігу) та фіналіст з бігу на 400 метрів (5-е місце) на чемпіонаті Європи (1998).
Чемпіон Європи серед молоді з естафетного бігу 4×400 метрів (1997) та з бігу на 400 метрів (1999). Срібний призер чемпіонатів Європи серед молоді з бігу на 400 метрів (1997) та з естафетного бігу 4×400 метрів (1999).
Бронзовий призер чемпіонату Європи серед юніорів з естафетного бігу 4×400 метрів (1995).
Чемпіон Польщі з естафетного бігу 4×400 метрів (2001).
Чемпіон Польщі в приміщенні з бігу на 400 метрів (2000, 2001).
Ексрекордсмен Європи в приміщенні з естафетного бігу 4×400 метрів — 3.03,01 (1999).